# Carl Vinnen

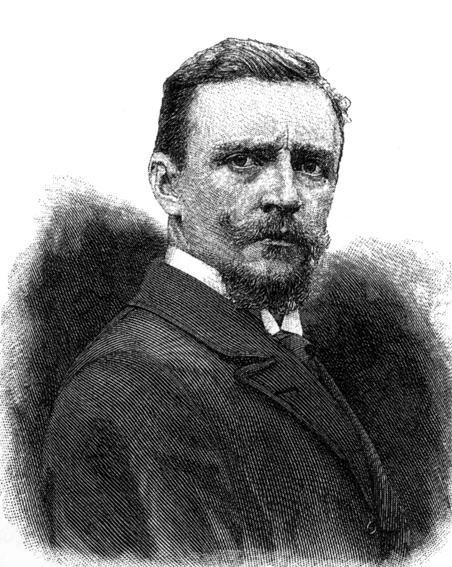
Carl Vinnen, Holzstich 1899

Carl Vinnen (* 28. August 1863 in Bremen; † 16. April 1922 in München) war ein deutscher Kunstmaler. Er führte als Schriftsteller das Pseudonym Johann Heinrich Fischbeck.

## Biografie

### Bis 1886

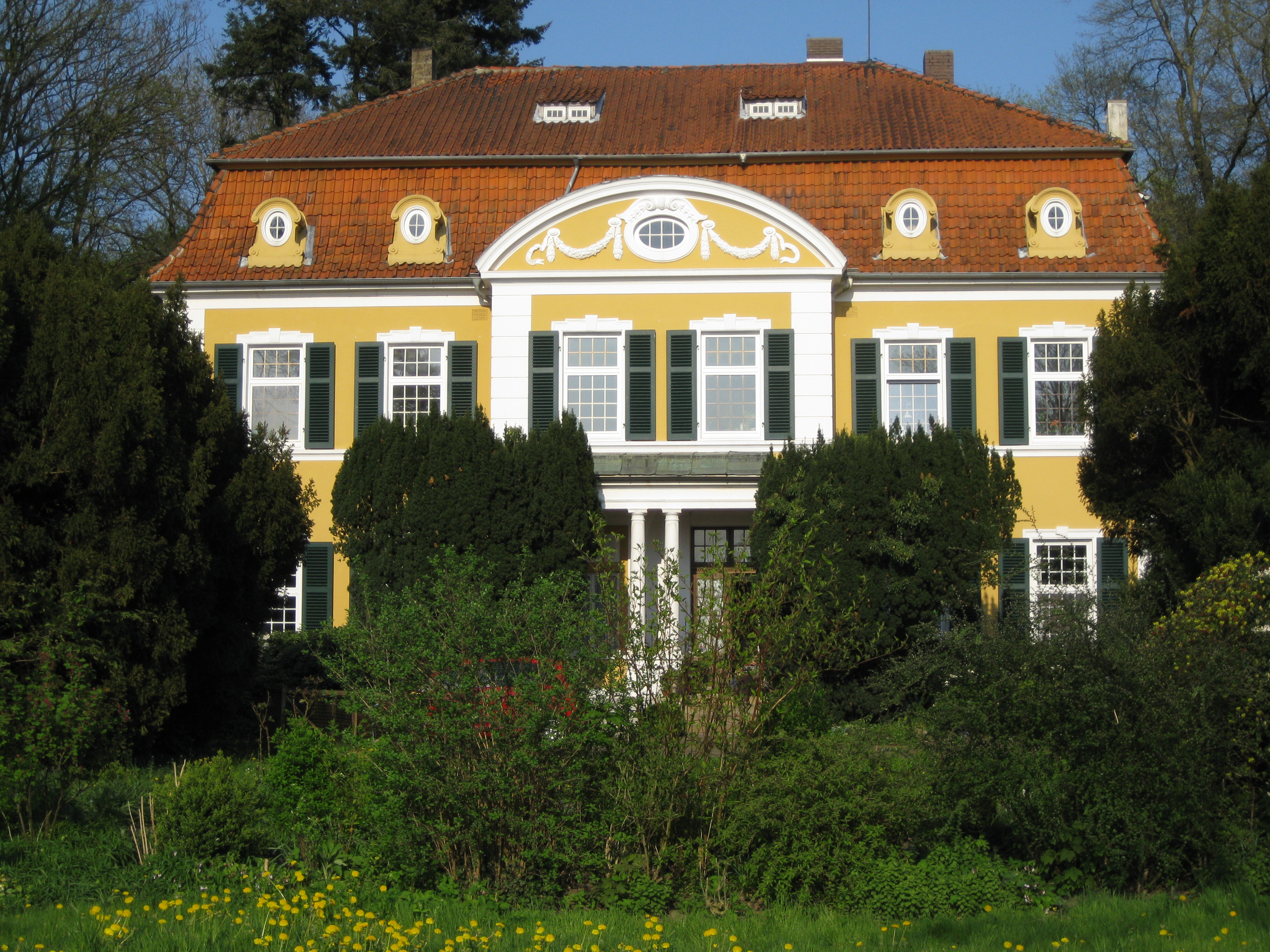
Gutshaus Vinnen in Beverstedt-Osterndorf

Vinnen wurde als Sohn des Reeders Johann Christoph Vinnen und dessen erster Frau Jenny Friederike, geb. Westenfeld in Bremen geboren. Seine Mutter starb bereits 1870. Sein fünf Jahre jüngerer Bruder war der Reeder und Politiker Adolf Vinnen. Nach der Schulzeit war Vinnen auf Wunsch seiner Eltern einige Zeit im Unternehmen seines Vaters kaufmännisch tätig.

### 1886 bis 1893
Im Alter von 23 Jahren begann Vinnen an der Kunstakademie Düsseldorf bei Heinrich Lauenstein und Hugo Crola zu studieren und nahm Privatunterricht bei Eugen Dücker. Ab 1888 setzte er das Studium in Karlsruhe fort. Vinnen wurde bei seiner Motivauswahl durch seinen Lehrer Arnold Böcklin geprägt, er konzentrierte sich auf melancholische Landschaftsmalerei.

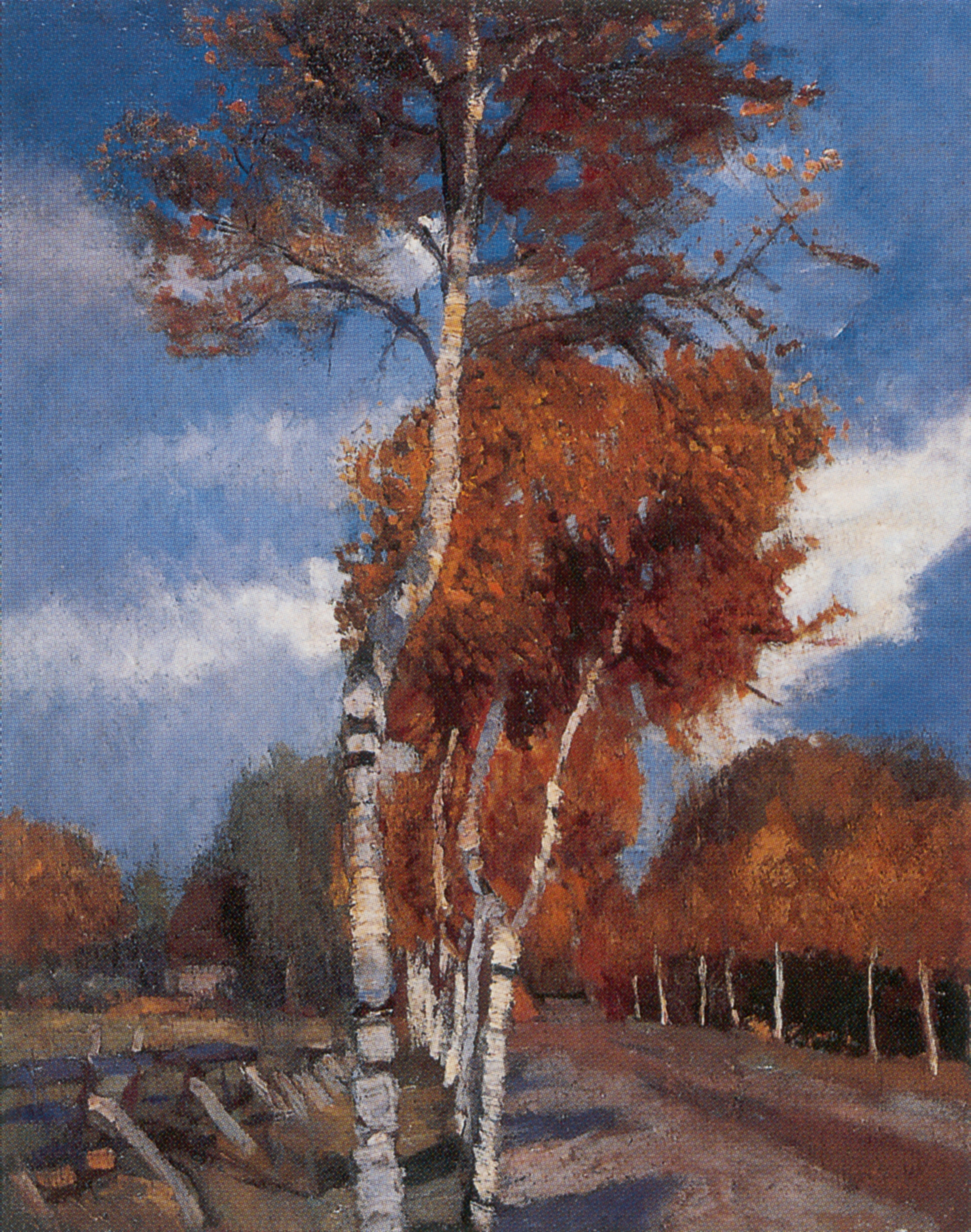
Birkenhain im Herbst, 1891–1893

In Düsseldorf lernte Vinnen in der Künstlerverbindung „Tartarus“ Fritz Mackensen und Otto Modersohn kennen. Im Sommer 1889 besuchten ihn die beiden einige Wochen auf dem von Vinnen bewohnten väterlichen Gut in Osterndorf (heute ein Ortsteil von Beverstedt). Mackensen und Modersohn gründeten zu dieser Zeit die etwa 25 Kilometer von Osterndorf entfernt liegende Künstlerkolonie Worpswede. Vinnen schloss bei späteren gegenseitigen Besuchen in Worpswede und Osterndorf auch Bekanntschaft mit Hans am Ende, Fritz Overbeck (1892), Heinrich Vogeler (1894) und Paula Modersohn-Becker. Neben den Freundschaften zu den gleichaltrigen Malerkollegen pflegte Vinnen auch den Kontakt zu dem schon betagten Schriftsteller Hermann Allmers. Tagebuchaufzeichnungen von Otto Modersohn belegen Auseinandersetzungen über künstlerische Standpunkte zwischen Vinnen und Modersohn in dieser Zeit.

### 1893 bis 1908
Obwohl Vinnen seinen Wohnsitz nie in Worpswede hatte, wurde und wird er als Mitglied der Worpsweder Künstlergemeinschaft wahrgenommen. Er und seine Worpsweder Kollegen gründeten 1894 die Künstlervereinigung Worpswede, um ihre Kunst besser in der Öffentlichkeit präsentieren und vermarkten zu können. Dabei erwies sich die kaufmännische Vorbildung und das Organisationstalent von ihm als nützlich. Nun wurde in der Bremer Kunsthalle sein großformatiges (280 × 200 cm) Ölgemälde Ruhe an einem Vorfrühlingstage in einer gemeinsamen Ausstellung der Worpsweder gezeigt. Diese Ausstellung in Bremen brachte aber nur Kritik und wenig Anerkennung für die Worpsweder Künstlergemeinschaft. 1895 wurde er von einem Kritiker anlässlich der großen Ausstellung der Münchner Sezession im Münchner Glaspalast lobend als „Führer der jungen Künstlerschar aus Worpswede“ bezeichnet; dabei konnte Vinnen an der Ausstellung wegen eines Reitunfalls gar nicht teilnehmen. Auffällig ist die Vorliebe Vinnens für große Bildformate und besonders leuchtende Farben in seinen Landschaftsbildern. Aber nicht allen Worpsweder Kollegen gefiel Vinnens Stil; zum Beispiel äußerte sich 1894 Fritz Overbeck in einem Brief an Otto Modersohn sehr kritisch über Vinnens Bild Ruhe an einem Vorfrühlingstage. Andererseits wurde Vinnens Methode, im Vordergrund seiner Gemälde angeschnittene Birkenstämme zu zeigen, auch von seinen Worpsweder Freunden in ihren eigenen Bildern aufgegriffen.
Er gehörte zur bevorzugten Auswahl zeitgenössischer Künstler, die das Komité zur Beschaffung und Bewertung von Stollwerckbildern dem Kölner Schokoladeproduzenten Ludwig Stollwerck zur Beauftragung für Entwürfe vorschlug.

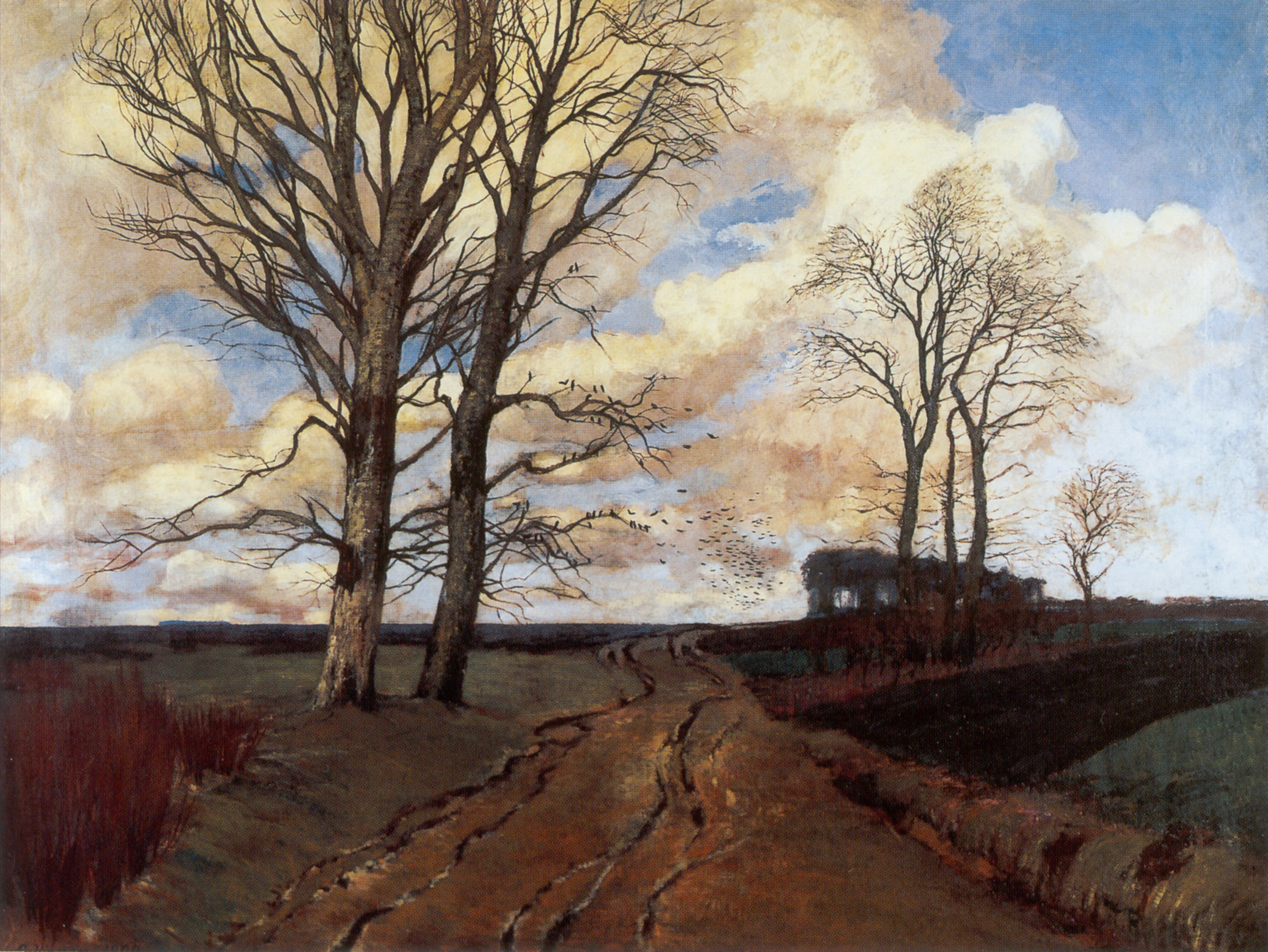
Weg ins Moor, 1900

Auf dem Gutshof der Familie in Osterndorf besaß Vinnen ein Atelier. Um auch im Winter bequem Schneelandschaften malen zu können, ließ Vinnen sich einen beheizbaren Atelierwagen mit großen Fenstern bauen; für das Malen von Tieren richtete er auf dem Gutshof einen Tiermodellstall mit Pferden und Rindern ein. Vinnen beschäftigte einen eigenen „Farbjungen“, der ihm die Farbe herstellte. In der Umgebung von Osterndorf, damals eine Heidelandschaft, malte er aber nicht nur, er ritt und jagte auch. Materiell bestand kein Mangel, Carl Vinnen konnte es sich leisten zu reisen: In Europa nach Skandinavien, Frankreich, Spanien, Holland, Belgien und Italien aber auch nach Asien und Afrika. Während eines Aufenthalts an der belgischen Küste wurde Carl Vinnen auch durch belgische Landschaftsmaler zu einem noch mutigeren Einsatz intensiver Farben inspiriert. Der Einsatz von kräftigem Kobaltblau zum Beispiel war charakteristisch für Vinnens Nachtlandschaften.

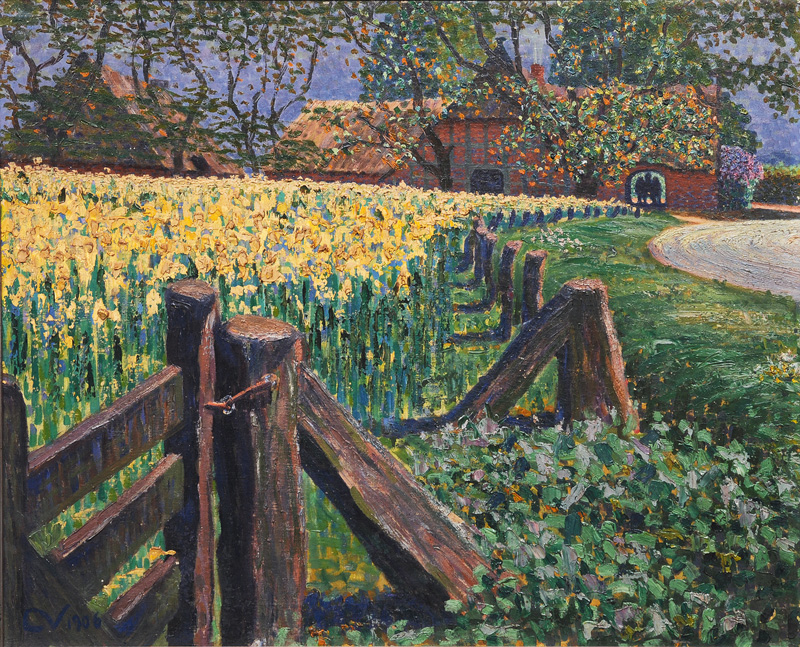
Sommer in Worpswede, 1906

Der Dichter Rainer Maria Rilke verfasste 1902 ein Buch mit Monografien Worpsweder Künstler. Rilke wollte neben Mackensen, Modersohn, Am Ende, Overbeck und Vogeler auch Vinnen in seinem Werk beschreiben. Vinnen lehnte aber ein Essay über sich, trotz Bitten von Rilke, ab. Vinnen sah die Worpsweder Künstler nicht mehr auf der früher dagewesenen Höhe und in literarischen Besprechungen die Gefahr einer „kritiklosen Bewunderung“. Rilke konnte Vinnen nicht überzeugen und so erschien das Buch nur mit Monografien von Künstlern, die auch in Worpswede wohnten. Ebenfalls im Jahr 1902 verlobte sich Vinnen mit Anna Lagemann, die Hochzeit folgte erst viele Jahre später. 1903 erhielt Vinnen auf der Großen Berliner Kunstausstellung eine kleine Goldmedaille.
Vinnen wurde ein frühes Mitglied des 1903 gegründeten Deutschen Künstlerbundes. Sein Name findet sich bereits 1906 im Katalog der dritten Ausstellung in Weimar.

### 1908 bis 1912
Vinnen löste sich immer mehr von der Worpsweder Künstlergemeinschaft. Nachdem Overbeck und Modersohn Worpswede verlassen hatten, entschloss sich Vinnen 1908 von Osterndorf nach Cuxhaven umzuziehen. Jetzt standen maritime Motive im impressionistischen Stil im Vordergrund. 1911 unterzeichnete er zusammen mit vielen anderen deutschen Künstlern einen Protest gegen die angebliche Überfremdung deutscher Kunstsammlungen mit französischer Kunst. Anlass war der Erwerb des Bildes Das Mohnblumenfeld von Vincent van Gogh durch den Museumsdirektor Gustav Pauli für die Kunsthalle Bremen. In einem Mahnwort, das in den Bremer Nachrichten veröffentlicht wurde, wandte sich Vinnen gegen eine „große Invasion französischer Kunst“, den deutschen Künstlern gingen dadurch auf dem deutschen Kunstmarkt, so Vinnens Meinung, große Summen verloren. Er wandte sich gegen die französische Avantgarde, gegen den Fauvismus und bezeichnete die Expressionisten als dekadent und minderwertig. Ebenda wandte er sich auch gegen die Wiederentdeckung El Grecos und dessen Neubewertung durch Meier-Graefe. Seine Artikel wurde zur Einleitung der als Kampfschrift aufgenommenen Veröffentlichung „Ein Protest deutscher Künstler. Mit Einleitung von Carl Vinnen“ im Jahr 1911. Als Antwort erschien im Juli 1911 im Piper Verlag die Broschüre „Im Kampf um die Kunst“. Die Kontroverse wurde bekannt als Bremer Künstlerstreit.

### 1912 bis 1922

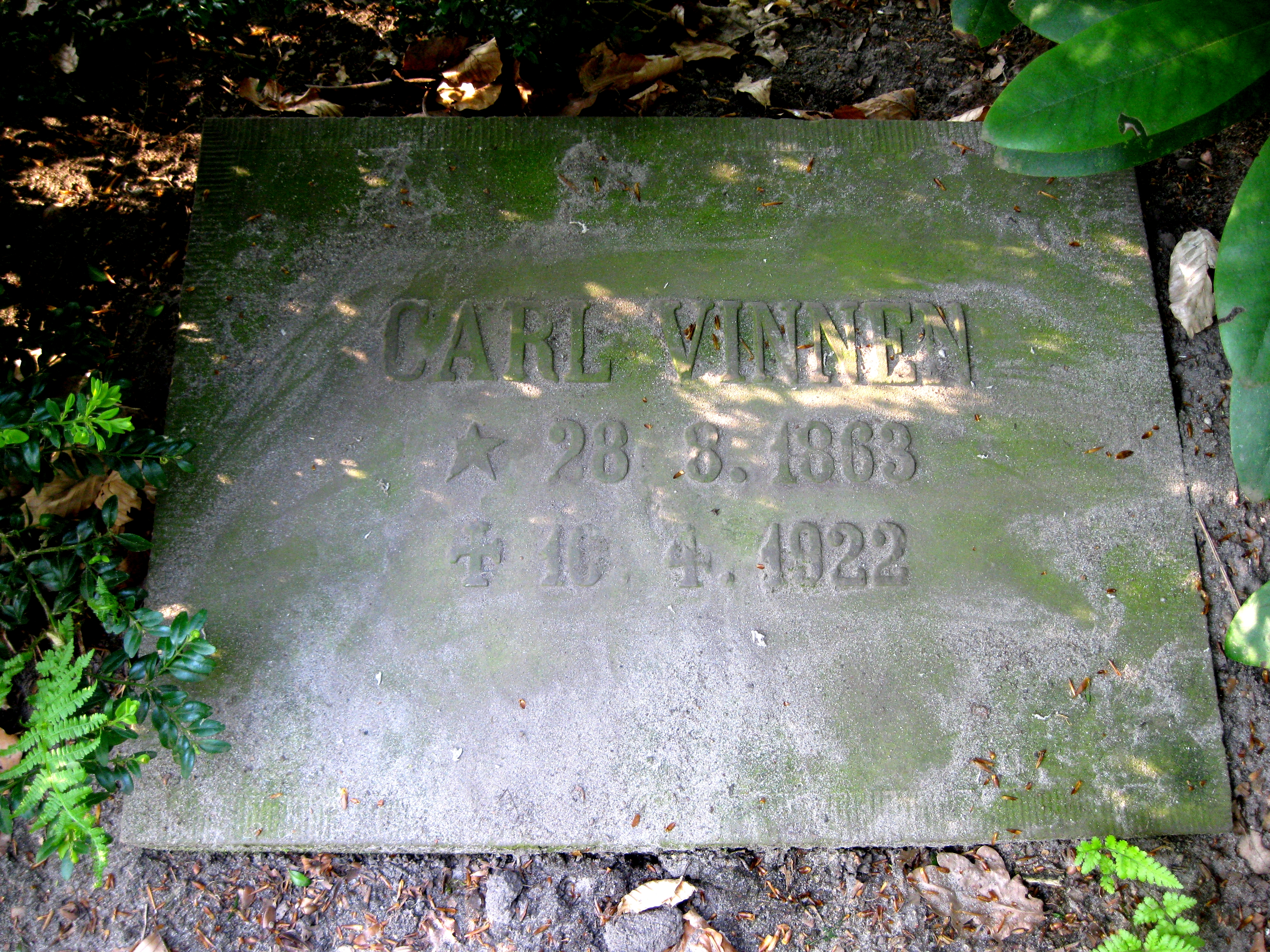
Grabplatte des Urnengrabs auf dem Friedhof in Osterndorf

Noch vor dem Ersten Weltkrieg zog Vinnen ganz nach München, wo er schon lange einen Zweitwohnsitz hatte. 1919 heiratete Vinnen seine langjährige Lebensgefährtin Anna Lagemann. Aus dieser Beziehung gingen keine Kinder hervor. Kurz nach der Heirat erlitt er einen Schlaganfall, am 16. April 1922 starb er in München an den Folgen eines weiteren Schlaganfalls. Seine Urne liegt auf dem privaten Friedhof der Familie Vinnen in Osterndorf.
Der 1922 gebaute Schoner Carl Vinnen wurde nach ihm benannt. Zudem trägt der Vinnenweg in Oberneuland seinen Namen.

## Werke (Auswahl)

### Gemälde
- Bremen im 17. Jahrhundert (Kolossalgemälde (6,40 m × 2,50 m) im Festsaal des Bremer Rathauses)[9]

- Ruhe an einem Vorfrühlingstage (1893)
- Birkenhain im Herbst (1893)
- Weg ins Moor (1900)

### Druckerzeugnisse
- Unter dem Pseudonym Johann Heinrich Fischbeck: Eine Nathurgeschichte oder kurzgefaßte Lebensabrisse der hauptsächlichsten wilden Thiere im Herzogthum Bremen; Verlag Eugen Diederichs, Jena 1899
- Quousque tandem in: Ein Protest deutscher Künstler. Mit Einleitung von Carl Vinnen, S. 2–16, Eugen Diederichs Jena 1911 DNB.